# Mala Zimetbaum
Mala Zimetbaum ou Malka, née à Brzesko en Pologne le 26 janvier 1918 et exécutée par les Allemands à Auschwitz le 15 septembre 1944, est une résistante juive polonaise résidant en Belgique qui fut déportée à Auschwitz, parvint à s'en évader, fut reprise et exécutée non sans avoir exhorté ses codétenues à la révolte.

« Elle était une personne ordinaire. Son style de vie, sa façon de traverser la vie et finalement sa mort, correspondent à ce qu'ont vécu des millions de Juifs européens durant l'Holocauste. Mais plus encore, elle fut une extraordinaire individualité. Son courage, sa dignité, sa fierté, sa façon unique de préserver ses qualités humaines face à la terreur régnant à l’intérieur des clôtures d'Auschwitz, la distinguent de ses millions de contemporains. »

Son personnage est entré dans la légende si bien que plusieurs récits relatant sa bravoure coexistent. Son évasion est cependant bien documentée par de nombreux témoins, ce qui permet aisément de départager un socle invariant d'éléments corroborés des variations liées à l'emphase et au souci d'apporter des détails.

## Biographie
Mala Zimetbaum est née à Brzesko dans le sud de la Pologne, le 26 janvier 1918. Elle est la cadette d'une famille de cinq enfants. Ses parents sont Pinkhas Zimetbaum-Hartman qui était colporteur et Chaïa Schmelzer qui était manœuvre.

### Enfance et prime jeunesse
Après quelques allées et venues entre la Pologne et l'Allemagne, la famille émigre, en mars 1928, en Belgique et s'installe à Anvers puis, deux ans plus tard, à Borgerhout. Mala se révèle être une élève brillante, surtout en langues et en mathématiques. Elle parle couramment allemand, russe, anglais, polonais, français, yiddish et flamand. En 1933, adolescente, elle rejoint un groupe sioniste, Hanoar hatzioni. C'est à cette époque qu'elle préfére se faire appeler Mala plutôt que Malka. Son père étant devenu aveugle, elle décide de mettre un terme à ses études pour soutenir sa famille. En 1939, elle travaille comme couturière pour la maison Lilian qui tient une importante boutique de mode à Anvers. À 22 ans, elle se fiance à Karel Sand, Charlotie.

### Durant la guerre

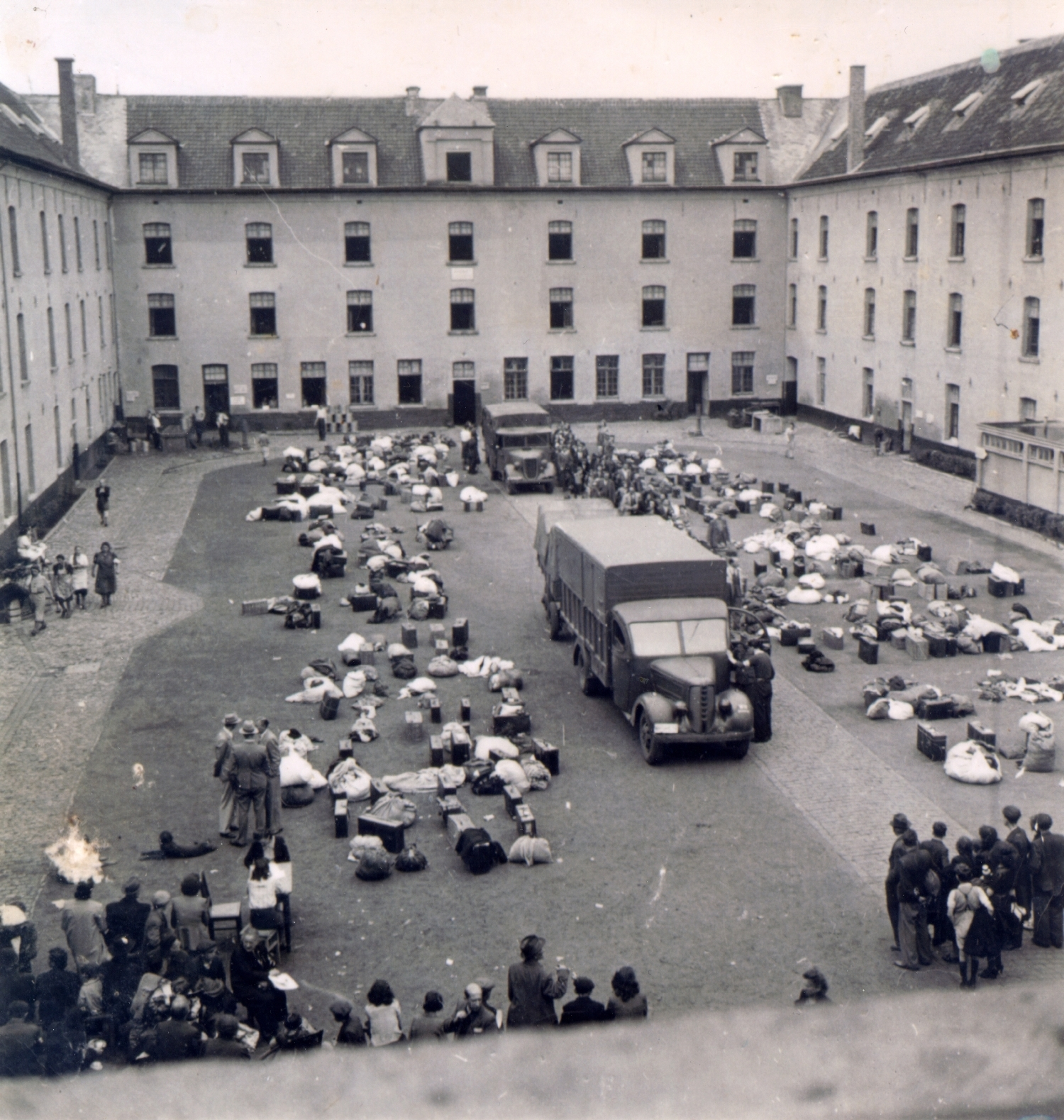
Cour intérieure de la caserne Dossin à Malines.

Le 5 décembre 1940, Mala est inscrite au « Registre des Juifs » à Borgerhout. Elle tance : « Vous pensez que les Allemands ne nous feront rien, qu’ils nous donneront du pain et du travail ; mais un jour viendra où, à l’improviste, ils nous jetteront à la rue ». C'est à cette époque qu'elle se rapproche de la résistance et particulièrement de la Brigade blanche (Witte brigade). Elle envisage un temps de fuir avec sa famille vers la Suisse. Début 1942, elle accepte un emploi de tailleuse de diamants (comme ses frères Salomon et Jochka) puis est engagée comme secrétaire polyglotte de l’American Diamond Company. En mai 1942, toutes les entreprises diamantaires juives sont contraintes par les autorités à fermer. Elle renonce à suivre l'entreprise et à émigrer aux États-Unis pour rester auprès de ses parents. À l'été 1942, Mala et Charles quittent Borgerhout pour Bruxelles, à la recherche d'une cachette qui pourrait héberger la famille. Le 22 juillet 1942, à la descente du train qui la ramène à Anvers, elle est arrêtée. Elle fait partie de la centaine de femmes détenues à Breendonk. Le 27 juillet 1942, elle et une dizaine d'autres femmes employées de bureau sont transférées à la caserne Dossin où elle s'occupe un temps de la tenue des registres allemands. Le 11 septembre 1942, elles sont rejointes par le flot des déportés issus de la troisième rafle à Anvers. Le 14 septembre 1942, les Allemands dressent les listes du Xe convoi. Elle reçoit le matricule X-999 et est déportée, avec eux, vers Auschwitz par le Convoi n° 10 du 15 septembre 1942,.

#### Auschwitz

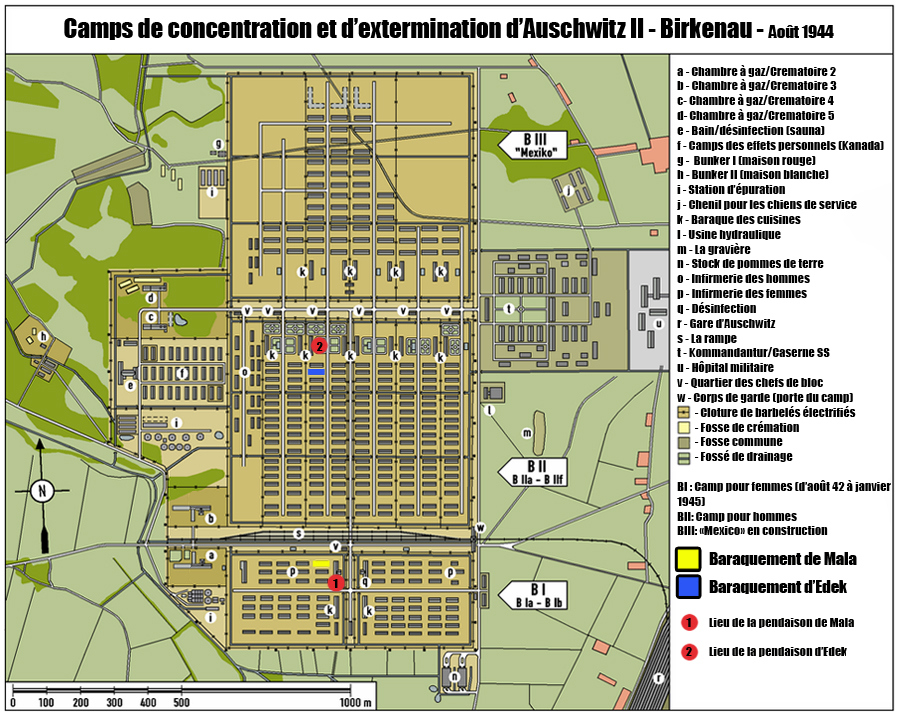
Camp de Birkenau - emplacement des baraquements de Mala et d'Edek.

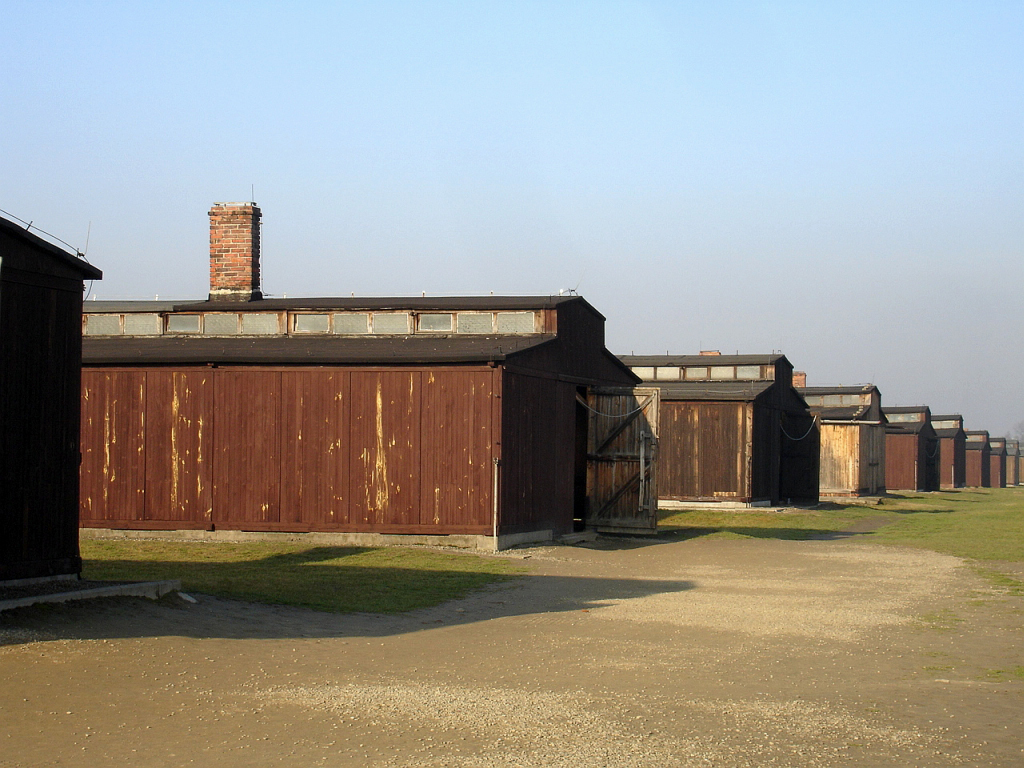
Les baraquements à Birkenau I.

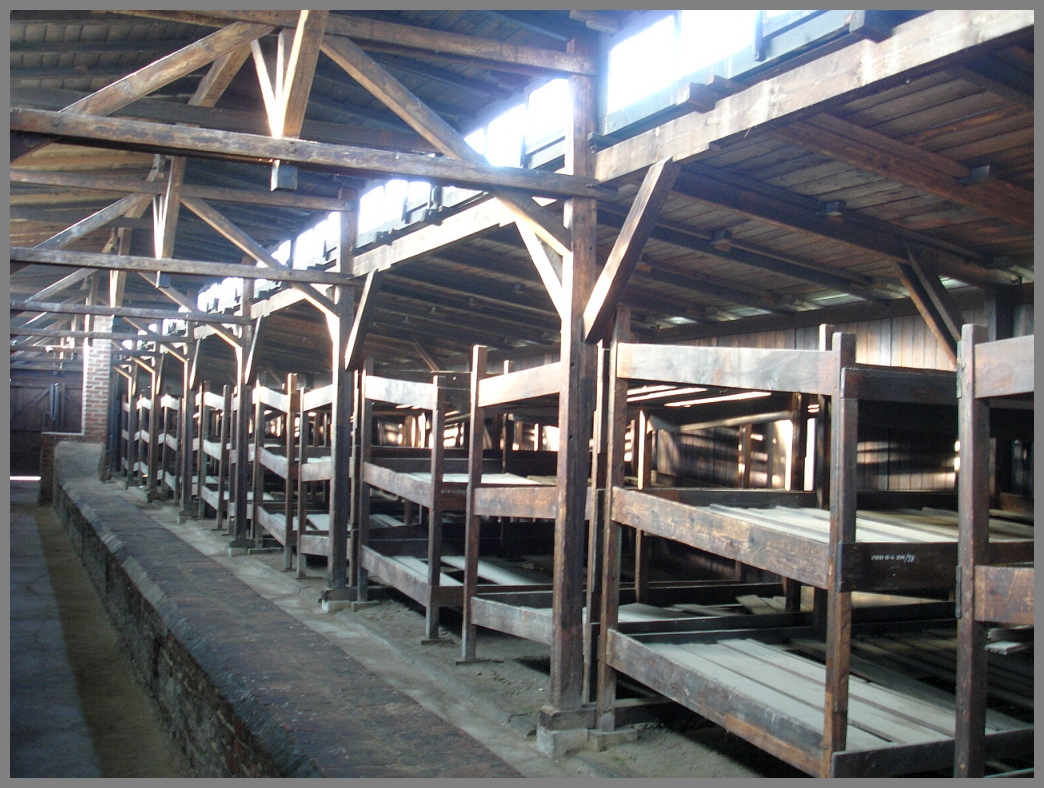
Les lits à Birkenau I.

À son arrivée, le 17 septembre 1942, après la selektion qui la déclare apte au travail, elle est transférée au camp pour femmes de Birkenau. Désormais tatouée, elle porte le matricule 19880. Elle est assignée à un baraquement de bois, d'anciennes écuries, qui héberge 500 femmes, contraintes à partager à six des couchettes faite de planches. Elle porte le costume rayé et les sabots des prisonniers et est rasée. Le camp pour femmes venant d'être agrandi, la SS-Lagerführerin, Maria Mandel, est à la recherche de prisonnières pour effectuer des tâches administratives. Mala est remarquée pour sa bonne connaissance des langues et devient interprète et coursière (Läuferin), ce qui lui confére un statut particulier qu'elle met au service des autres détenus en leur venant en aide comme elle peut. Ses tâches administratives lui donnent quelques privilèges tels que de pouvoir porter des habits civils décents, d'être nourrie correctement, de pouvoir prendre des bains et de pouvoir porter des cheveux longs, contrairement aux autres détenus qui étaient tondus toutes les trois semaines, et de pouvoir circuler dans le camp. Elle n'utilise cependant jamais  sa position pour en tirer avantage au détriment des autres mais au contraire, pour venir en aide aux autres en leur fournissant des rations alimentaires supplémentaires et des médicaments et en transmettant des messages de détenues à détenues. Raya Kagan, une survivante, explique ainsi qu'un jour une camarade est venue la trouver et lui dire "il y a des nouvelles pour toi de Birkenau". Raya s'est alors précipitée vers les toilettes, qui étaient l'endroit convenu pour les réunions secrètes, où Mala l'y attendait et lui dit qu'elle avait les salutations d'une de ses amie mais que celle-ci était malade et avait besoin Digitalis ou Cardiazol. Raya répond désespérée qu'elle n'en a pas mais qu'elle essayera de s'en procurer bien que personne n'ose chaparder dans Birkenau. D'un geste de la main, Mala l'interrompt et lui dit:"Je le ferai" et  elle l'a fait. Elle les invite, au sortir d'une maladie, à prendre davantage soin d'eux pour pouvoir survivre. Elle influe également comme elle peut sur les affectations en orientant les plus faibles vers des tâches moins ardues ou vers des groupes où les Kapos sont moins stricts et moins cruels. Elle envoie des messages cryptés à l'extérieur à sa famille qui ignore que ses parents et trois de ses neveux ont déjà été tués, pour les mettre en garde.

#### Évasion

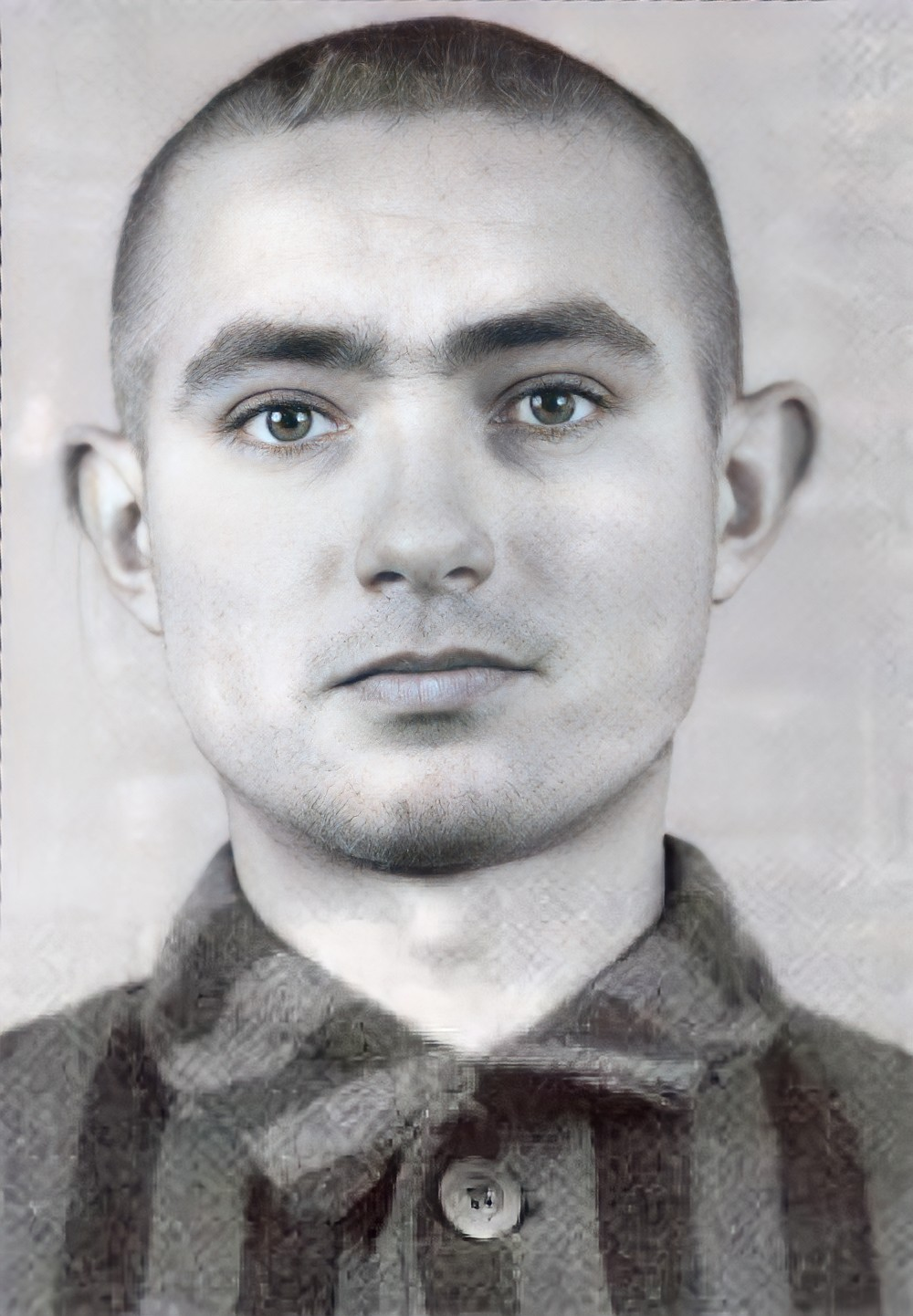
Edward Galinski.

Durant sa détention, fin 1943, début 1944, elle rencontre un autre prisonnier, Edward Galinski, Edekqui travaille comme mécanicien, dont elle s'éprend. Il a le statut de prisonnier politique et est l'un des plus anciens du camp, arrivé à Auschwitz avec le convoi du 14 juin 1940. À cette époque, Auschwitz était un camp pour criminels et pour prisonniers politiques. Le statut d'Edek, lui aussi particulier, lui permet de circuler dans le camp au gré des travaux qui lui sont confiés. Les deux amoureux, bénéficient de complicités et parviennent à se voir. Mala parvient même offrir à Edek en cadeau, un portrait d’elle qu’elle a fait réaliser au crayon par son amie Zofia Stępień. Au printemps 1944, Edek planifie une évasion d'Auschwitz avec son ami Wieslaw Kielar. Il propose à Mala de se joindre à eux. Wieslaw pense qu'ils n'auraient aucune chance de s'évader à trois et préfère se retirer. Edek parvient à se procurer un uniforme SS et un pistolet et Mala une carte de la Pologne méridionale, des vêtements civils d'homme et une robe qu'elle portera sous ces vêtements d'homme. Ils prévoient de sortir du camp, lui en SS et elle en prisonnier. Une fois sortie, elle ôtera ses vêtements masculins et ils se comporteront alors comme un couple. Le 24 juin 1944, Mala et Edek parviennent à mettre leur plan à exécution et à sortir du camp. Leur évasion n'est détectée qu'à l'appel du soir. Des télégrammes partent alors vers tous les postes de contrôle allemands. Edek et Mala se dirigent vers la frontière slovaque mais sont repris le 6 juillet 1944 à Beskid Zywiecki (en) après douze jours de liberté,.

#### Arrestation
Mala est arrêtée. Edek préfère alors se livrer plutôt que l'abandonner en tentant de fuir seul. La police allemande les emmène au poste de Bielsko (aujourd'hui Bielsko-Biała) où ils sont formellement identifiés le lendemain sur la base de leurs matricules tatoués sur leurs avant-bras. Ramenés au camp, ils sont conduits au Block 11, le bloc de la mort. Ils sont longuement interrogés et torturés. Ils ne livrent aucun nom et, pour ne pas s'impliquer l'un l'autre, maintiennent la version selon laquelle ils ont d'abord agi séparément. Dans le bloc, ils maintiennent néanmoins le contact. Edek fredonne la chanson préférée de Mala. Il grave sur le mur de sa cellule (no 20) : Edward Galinski, no 531, Mally Zimetbaum, no 19880, 6 VII 1944. Mala fait passer un message à son amie Giza Weisblum qui en témoignera par la suite : "Je sais ce qui m'attend. Je suis préparée au pire. Sois courageuse et souviens-toi de tout". Après plusieurs semaines de détention au bloc 11, ils sont condamnés à mort par pendaison. La sentence est approuvée par le RSHA. Les sentences seront appliquées simultanément et elles seront publiques pour marquer les esprits et terroriser les autres détenus. Mala est exécutée au camp pour femmes B-Ia et Edek au camp pour hommes B-Id,, le 15 septembre 1944.

#### Exécution

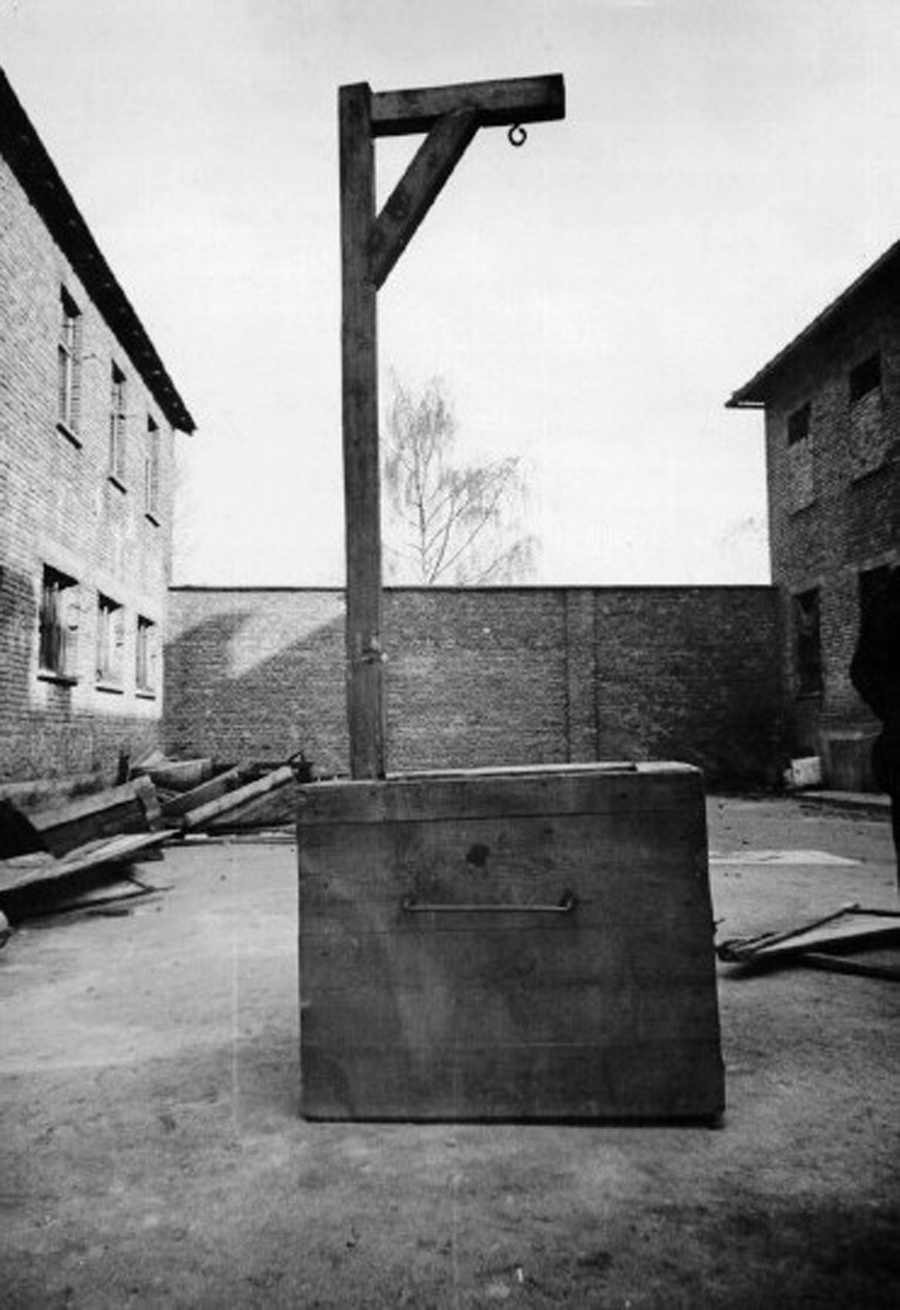
Potence mobile telle qu'utilisée dans les Blocks à Auschwitz.

L'exécution de Mala se déroule après l'appel du soir. Les détenues — des milliers — sont rassemblées près du Block 4. Maria Mandel, Margot Dreschel et plusieurs gardes SS sont également présents lorsque le SS Unterscharführer Ruiters amene la prisonnière. Tandis que la sentence est en train d'être lue à haute voix, Mala parvient à se sectionner les veines du poignet au moyen d'une lame dissimulée dans sa chevelure. Ruiters tente de l'en empêcher et la violente. Elle le gifle au visage de sa main ensanglantée. Conduite à l'infirmerie où l'hémorragie est arrêtée, elle est ensuite placée sur un brancard et meurt sur le chemin du crématoire ou selon d'autres témoins, est abattue à l'entrée de celui-ci.
Edward Galinski quant à lui, choisit de se donner la mort lui-même en plongeant la tête dans le nœud coulant et en donnant un coup de pied dans la chaise qui le maintenait tandis que l'officier SS lit la sentence à haute voix. Il est violemment poussé en arrière, le nœud est desserré et l'officier SS poursuit la lecture de la sentance. En signe de respect, les détenus ôtent leurs couvre-chefs. Les dernières paroles d'Edek sont : « Vive la Pologne! »,.
Martin Gilbert, dans son livre The Holocaust, the Jewish tragedy, apporte des informations complémentaires à propos de l'évasion et de ses suites. Mala Zimetbaum et Edward Galinski, appelé Edek sont parvenus à quitter le camp en portant des uniformes de la SS. Il est possible qu'ils emportent-ils avec eux des documents relatifs aux agissements des Nazis à Auschwitz. Arrêtés, ils sont torturés puis pendus publiquement. Avant d'arriver à la potence, Mala Zimetbaum se tranche les veines. Devant les centaines de femmes tenues d'assister à l'execution de la sentence par pendaison, elle frappe au visage un officier SS. Elle lui lance ces derniers mots: « Je sais que je vais mourir, mais cela importe peu. Ce qui importe, c'est que vous mourrez aussi, vous et votre Reich criminel. Vos heures sont comptées et, bientôt, vous payerez pour vos crimes ». Elle est abattue mais toujours en vie lorsqu'on l'amène au crématoire pour y être brûlée vive,.
En 1961, lors de la session 70 du procès d'Eichmann, le témoin Raya Kagan est interrogé sur le sort réservé à Mala Zimetbaum. En préambule, elle explique que de nombreuses légendes circulent à son propos, comme celle relative à des documents emportés lors de l'évasion. "Bien qu'elle en aurait eu le courage et l'opportunité", précise-t-elle. Selon Kagan, Mala aurait été arrêtée par des douaniers. Son compagnon polonais a été pendu. Mala s'est tranché les veines et a été violentée par un membre de la SS qu'elle a frappé au visage avant de prononcer ces dernières paroles qui, dit-elle sont peut-être déformées par la légende: « Je vais mourir en héroïne, vous mourrez comme un chien ». Elle a ensuite été emmenée à l'infirmerie puis au crématoire.

## Famille
Les parents de Mala sont arrêtés le 26 novembre 1942 et déportés par le convoi n° 18 du 15 janvier 1943 sous les matricules XVIII-635 (Pinkhas) et XVIII-636 (Chaïa). Ils sont tués dès leur arrivée à Auschwitz, le 17 janvier 1943.

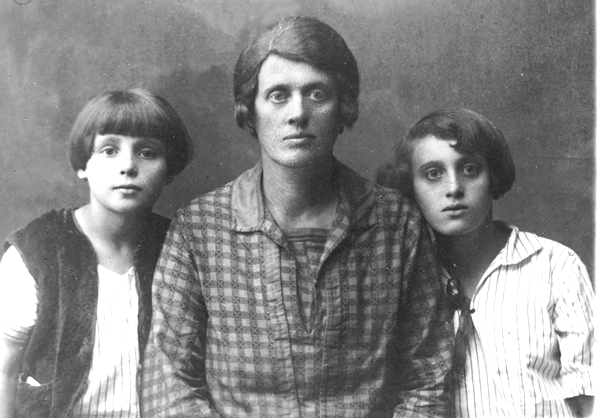
Chaïa Zimetbaum-Schmelzer, Mala (à gauche) et Merjem à Brzesko vers 1926.

| Famille                   | Parenté | Date de naissance             | Devenir                                    |
| ------------------------- | ------- | ----------------------------- | ------------------------------------------ |
| Pinkhas Zimetbaum-Hartman | Père    | à Brzesko, le 16 juin 1881    | Auschwitz, le 17 janvier 1943              |
| Chaïa Schmelzer           | Mère    | à Brzesko, le 10 mars 1881    | Auschwitz, le 17 janvier 1943              |
| Gitla, Gusta              | Sœur    |                               |                                            |
| Salomon Rubin, Salo       | Frère   |                               |                                            |
| Merjem Jachwet, Jochka    | Sœur    |                               |                                            |
| Jehuda Etusch, Jidel      | Frère   |                               |                                            |
| Malka Zimetbaum           |         | à Brzesko, le 26 janvier 1918 | Exécutée à Auschwitz, le 15 septembre 1944 |

## Derniers actes et dernières paroles
Il existe de nombreuses variations sur ce que furent les derniers instants de la vie de Mala Zimetbaum. Margaret Anne Hutton mentionne Louise Alcan qui cite : « Assassins, vous aurez à payer bientôt, n'ayez pas peur, l'issue est proche ; je sais que j'ai été libre, ne renoncez pas, n'oubliez jamais ». Pour Nathan Birnbaum, elle frappe le Führer du travail au visage. Pour Fania Fénelon, elle s'écrie « Debout ! Debout ! Vous êtes des centaines, attaquez-les ! ».
Quoi qu'il en fut,

« J’espère qu’un jour, quelqu’un dira tout ce que Mala a fait à Birkenau. Sa vie au camp, comme sa mort doivent être un exemple. Elle a fait autant de bien qu’elle a pu, elle a risqué le tout pour le tout et elle est morte en insultant ses assassins. Nous ne l’oublierons jamais. Louise Alcan. »

## Reconnaissances
- Une plaque commémorative est apposée sur la façade de la maison Zimetbaum, Marinisstraat n° 7 à Borgerhout, un district de la ville d'Anvers.
- Le chanteur grec Nikos Karvelas (en) lui consacre une chanson intitulée Mala en 2002. Elle est interprétée par Ánna Víssi[21].
- Son histoire est reprise dans le film La Dernière Étape